# Onafhankelijke Staat Kroatië
De Onafhankelijke Staat Kroatië (Kroatisch: Nezavisna Država Hrvatska, (NDH)) was, gedurende de Tweede Wereldoorlog, een fascistische vazalstaat in Kroatië. Het land werd geregeerd door de Ustašabeweging.
De onafhankelijkheid van Kroatië werd op 10 april 1941, nog tijdens de inval van de asmogendheden in Joegoslavië, uitgeroepen door Slavko Kvaternik. Adolf Hitler verleende zijn goedkeuring aan deze staat. Aan het hoofd kwam Ante Pavelić te staan. Hij kreeg de titel poglavnik, vergelijkbaar met het Duitse Führer. Een Italiaanse edelman werd tot koning Tomislav II benoemd, genoemd naar een middeleeuwse vorst Tomislav I. Tomislav II regeerde slechts in naam; hij heeft zelfs nooit voet op Kroatische bodem gezet.
De staat bestond uit het hedendaagse Kroatië, minus Istrië en Dalmatië, dat aan Italië werd toegekend, en enkele stukjes in het noorden die onder Hongaars bestuur kwamen te staan. Bovendien omvatte de NDH geheel Bosnië en Herzegovina. Omdat Kroatië geen slagvaardig leger had, werd de noordoostelijke helft beheerd door de Wehrmacht, terwijl het Italiaanse leger het zuidwesten controleerde. Na de capitulatie van Italië in 1943 werd Dalmatië ook aan de NDH toegekend.
De Ustaše stortten zich - volgens historici uit de Verenigde Staten, West-Duitsland en communistisch Joegoslavië - op een grootschalige genocide op Joden, Zigeuners en Serven. Schattingen van het totaal aantal slachtoffers lopen uiteen van 300.000 tot 1.000.000, maar de meeste historici houden het op 600.000. Het concentratiekamp Jasenovac werd het grootste niet-Duitse concentratiekamp. De regering poogde zich geheel van de Serven, die in het oosten van het land leefden, te ontdoen. Zij stelde zich, volgens bepaalde historici, tot doel een derde van de Serven te vermoorden, een derde te deporteren en een derde te bekeren tot het Rooms-katholicisme en daarmee te kroatiseren. In hoeverre de rooms-katholieke kerk de Ustašadictatuur steunde of de gewelddadigheden veroordeelde is een onderwerp van discussie onder historici.
Begin 1945 stond het grootste deel van de NDH onder controle van de communistische partizanen van maarschalk Tito, maar pas in mei 1945 gaven de laatste Ustašatroepen zich over. De meeste Ustašaleiders werden door de partizanen gedood in het Bloedbad van Bleiburg. Enkele leiders, waaronder Pavelić, wisten echter te vluchten naar Argentinië. In 1959 overleed hij in Madrid.